# Парки Сімферополя
Список парків і скверів Сімферополя.
У часи Кримського ханства не зафіксовано офіційних громадських парків, але відомо про сади при палацовому комплексі калги-султана, дубові гаї та гаремні сади на правому березі Салгиру, залишками яких є сучасні Дитячій парк та сквер Миру.
Після російської анексії першим у місті було розбито парк на місці нинішнього технікуму залізничного транспорту, про що збереглося документальне свідоцтво від 1787 року. На плані міста позначено сад, який займав усю територію від технікуму до річки Салгир по вулиці Дибенка. Саме тому вулиця і вийшла звивиста — вона пройшла навколо саду. Але пізніше його прибрали, то ж першим громадським парком вважається Міський сад.

## Перелік парків і скверів Сімферополя
| Назва                                                                                                | Координати                                                              | Стислі відомості | Площа       | Рік створення | Зображення |
| --- | ----------------------------------------------------------------------- | --- | ----------- | ------------- | ---------- |
| Міський сад (крим. Bağça şeer), Центральний парк культури та відпочинку                              | 44°57′10″ пн. ш. 34°06′19″ сх. д. / 44.95277° пн. ш. 34.10525° сх. д.   | Розташовується між Проспектом Кірова, вулицями Леніна, Шмідта, та Набережною з річкою Салгир. Найстарший громадський парк міста. | 4,88 га.    | 1820          |            |
| Гагарінський парк (крим. Gagarin adında park), Парк культури та відпочинку імені Юрія Гагаріна       | 44°57′51″ пн. ш. 34°05′52″ сх. д. / 44.9641° пн. ш. 34.0977° сх. д.     | Розташовується між вулицями Гагаріна, Київська, Толстого та річкою Салгир. Парк вважається головним, найбільшим парком міста — колись він займав майже 50 гектарів. | 36,0173 га. | 1965          |            |
| Дитячий парк (крим. Bala park)                                                                       | 44°57′20″ пн. ш. 34°06′36″ сх. д. / 44.95563° пн. ш. 34.10991° сх. д.   | Обмежений центральним проспектом Кірова, вулицями Київською та Шмідта. На території парку розташований міський зоопарк. Основний вхід до парку розташований на проспекті Кірова, додаткові — на вулиці Шмідта.                                                                         | 17 га.      | 1958          |            |
| Парк імені Треньова (крим. Trenöv adında park)                                                       | 44°56′46″ пн. ш. 34°05′53″ сх. д. / 44.94616° пн. ш. 34.09813° сх. д.   | Парк розташований між центральними вулицями Сімферополя: проспектом Кірова, вулицями Севастопольська, Чехова й Самокиша. Парк був створений в 1957 році і називався Парком Квітів. У 1960 році парку присвоїли ім'я радянського прозаїка і драматурга Треньова Костянтина Андрійовича. | 4 га.       | 1957          |            |
| Парк імені Тараса Шевченка (крим. Taras Şevçenko adında park)                                        | 44°56′04″ пн. ш. 34°05′28″ сх. д. / 44.93455° пн. ш. 34.09109° сх. д.   | Є одним з найдавніших парків Сімферополя. Знаходиться між вулицями Севастопольська та Войкова. Він був створений у 1930-х роках й за час існування неодноразово змінював свій вигляд. У парку знаходиться пам'ятник Шевченку.                                                          | 5 га.       | 1930-ті       |            |
| Парк Салгирка (крим. Salğır park), Ботанічний сад ТНУ                                                | 44°56′30″ пн. ш. 34°07′53″ сх. д. / 44.9417° пн. ш. 34.1313° сх. д.     | Один із найбільших парків Сімферополя. Назва походить від імені річки Салгир, на берегах якої був закладений парк. | 42 га.      | 1795          |            |
| Ландшафтно-рекреаційний парк «Бітак» (крим. Bitaq landşaft-raatlıq parkı)                            | 44°56′55″ пн. ш. 34°08′27″ сх. д. / 44.948598° пн. ш. 34.1409° сх. д.   | Розташовується на масиві Ак-Баїр, територія має цінність у геологічному і геоморфологічному аспектах. Парк має функціональне зонування: заповідна (13,9 га), регульованої рекреації (35,6 га), стаціонарної рекреації (5,5 га) зони, господарської зони немає.                         | 55 га.      | 2013          |            |
| Сімферопольський дендрарій (крим. Aqmescit ağaç park), дендропарк М. В. Печінкіна                    | 44°55′22″ пн. ш. 34°10′03″ сх. д. / 44.9227° пн. ш. 34.1675° сх. д.     | Розташовується на східному березі Сімферопольського водосховища біля адміністративного кордону міста. Дендрарій займає тридцять гектарів унікальних у Криму посадок. | 30 га.      | 1972          |            |
| Парк «Дубки» (крим. Emen park)                                                                       | 44°56′24″ пн. ш. 34°02′51″ сх. д. / 44.94011° пн. ш. 34.04756° сх. д.   | Розташовується за Льодозаводом, на вулиці Маршала Жукова. | 10 га.      | 1980-ті       |            |
| Сквер ім. 200-річчя Сімферополя (крим. Aqmescit 200 yıllığı adında şeer bağçası), Парк кованих фігур | 44°57′07″ пн. ш. 34°06′05″ сх. д. / 44.952° пн. ш. 34.10136° сх. д.     | Розташований між проспектом Кірова, вулицею Ушинського та Раднаркомівським провулком. | 1,5 га.     | 1950-ті       |            |
| Сквер імені В. І. Леніна (крим. V. İ. Lenin adında şeer bağçası)                                     | 44°57′36″ пн. ш. 34°05′12″ сх. д. / 44.96001° пн. ш. 34.08653° сх. д.   | Розташований неподалік від залізничного вокзалу між вулицями бульвару Леніна та вулицею Павленка. | 0,62 га.    | 1922          |            |
| Сквер Миру (крим. Barışıq şeer bağçası)                                                              | 44°57′04″ пн. ш. 34°07′16″ сх. д. / 44.951018° пн. ш. 34.121242° сх. д. | Розташований між вулицями Київська, Фрунзе, Тургенєва. | 15 га.      | 1950-ті       |            |
| Сквер Перемоги (крим. Peremoğı şeer bağçası)                                                         | 44°57′09″ пн. ш. 34°05′52″ сх. д. / 44.95253° пн. ш. 34.09769° сх. д.   | Розташований між вулицями Карла Маркса, Жуковського, Сєрова та Олександро-Невським собором, навпроти площі Республіки та будівлі Верховної Ради Автономної Республіки Крим. | 0,6 га.     | 1838          |            |
| Сквер Республіки (крим. Cumhuriyeti şeer bağçası)                                                    | 44°57′05″ пн. ш. 34°05′52″ сх. д. / 44.95149° пн. ш. 34.09771° сх. д.   | Розташований між вулицями Карла Маркса та Сєрова, біля площі Республіки та будівлі Верховної Ради Автономної Республіки Крим. | 0,5 га.     | 2013          |            |
| Семінарський сквер (крим. Seminarskıi şeer bağçası)                                                  | 44°56′54″ пн. ш. 34°05′40″ сх. д. / 44.94828° пн. ш. 34.09444° сх. д.   | Розташований між вулицями Пушкіна, Самокиша, Героїв Аджимушкая та Центральним музеєм Тавриди. Біля скверу розташовані Таврійська духовна семінарія та Храм Трьох Святителів. | 1,12 га.    | 1871          |            |
| Сквер біля студмістечка                                                                              | 44°55′56″ пн. ш. 34°08′06″ сх. д. / 44.93212° пн. ш. 34.13511° сх. д.   | Розташований між вулицями Миру, Беспалова та проспектом Вернадського. | 1,4 га.     | 1970-ті       |            |
| Сквер на вулиці Желябова                                                                             | 44°57′16″ пн. ш. 34°05′46″ сх. д. / 44.95442° пн. ш. 34.09612° сх. д.   | Розташований на початку вулиці Желябова. | 0,1 га.     | 1971          |            |
| Сквер 50-річчя СРСР (крим. ŞSCB 50 yıllığı şeer bağçası)                                             | 44°54′42″ пн. ш. 34°05′13″ сх. д. / 44.91155° пн. ш. 34.08699° сх. д.   | Розташований між вулицями Заліська та Барикадна, район 60-річчя Жовтня. | 4 га.       | 1972          |            |
| Сквер імені Святителя Луки Кримського                                                                | 44°57′09″ пн. ш. 34°06′02″ сх. д. / 44.95263° пн. ш. 34.10046° сх. д.   | Розташований по вулиці Олександра Невського. | 0,4 га.     | 1996          |            |
| Сквер Героїв Соціалістичної Праці (крим. Emek Sotsialistik Qaramanı şeer bağçası)                    | 44°57′14″ пн. ш. 34°06′17″ сх. д. / 44.95381° пн. ш. 34.10463° сх. д.   | Розташований на вул. Набережній між проспектом Кірова та набережною річки Салгир. | 1,8 га.     | 2006          |            |
| Сквер імені Потьомкіна (крим. Potömkin adında şeer bağçası)                                          | 44°57′12″ пн. ш. 34°06′25″ сх. д. / 44.95325° пн. ш. 34.10681° сх. д.   | Розташований на вул. Набережній на набережній річки Салгир. | 1,5 га.     | 2006          |            |
| Сквер воїнів-інтернаціоналістів                                                                      | 44°57′19″ пн. ш. 34°05′59″ сх. д. / 44.95541° пн. ш. 34.09963° сх. д.   | Розташований між бульваром Франка, вул. Набережна та Менделєєва. | 0,5 га.     | 2008          |            |
| Сквер імені Суворова (крим. Suvorov adında şeer bağçası)                                             | 44°57′15″ пн. ш. 34°05′58″ сх. д. / 44.95413° пн. ш. 34.09957° сх. д.   | Розташований на вул. Набережній, між готелем «Україна» та набережною річки Салгир. | 0,7 га.     | 2009          |            |
| Сквер імені Висоцького (крим. Vısotskıy adında şeer bağçası)                                         | 44°57′19″ пн. ш. 34°05′54″ сх. д. / 44.95516° пн. ш. 34.09843° сх. д.   | Розташований між вул. Набережна та Суворовським узвозом. Колишня назва — сквер ім. Шполянської. | 0,7 га.     | 2009          |            |
| Неназваний сквер на Москольці                                                                        | 44°58′27″ пн. ш. 34°05′50″ сх. д. / 44.974138° пн. ш. 34.097276° сх. д. | Розташований між вул. Київська, Кечкеметська, Ростовська та Московською площею. В окупації отримав назву — сквер Олександра Невського. | 0,7 га.     |               |            |